# Поток-Яворовський
Потік-Яворівський (пол. Potok Jaworowski) — село в Польщі, у гміні Великі Очі Любачівського повіту Підкарпатського воєводства.
Населення — 69 осіб (2011).
У 1975-1998 роках село належало до Перемишльського воєводства.

## Демографія
Демографічна структура станом на 31 березня 2011 року:
|          | Загалом | Допрацездатний вік | Працездатний вік | Постпрацездатний вік |
| -------- | ------- | ------------------ | ---------------- | -------------------- |
| Чоловіки | 31      | 2                  | 23               | 6                    |
| Жінки    | 38      | 10                 | 16               | 12                   |
| Разом    | 69      | 12                 | 39               | 18                   |